# Качаловка (село)
Качаловка (укр. Качалівка) — село в Краснокутском районе Харьковской области Украины. Является административным центром Качаловского сельского совета, в который, кроме того, входят сёла Бузовое, Карайкозовка, Кусторовка, Павлюковка, Петровское, Шевченково и посёлок Михайловское.
Код КОАТУУ — 6323581701. Население по переписи 2001 года составляет 1156 (527/629 м/ж) человек.

## Географическое положение
Село Качаловка находится на расстоянии в 3 км от реки Мерла (левый берег). На противоположном берегу реки расположен город Краснокутск. На расстоянии до 2-х км расположены сёла Павлюковка, Карайкозовка, Бузовое и посёлок Оленевское.
Через село проходит автомобильная дорога Т-2106.
К селу примыкает лесной массив (сосна).

## История
- 1849 — дата основания.

## Экономика
- Молочно-товарная ферма.
- «Качаловское», сельскохозяйственное ООО.

## Достопримечательности
- Братская могила советских воинов. Похоронено 71 воин.

## Известные люди
- Китченко, Павел Семёнович — Герой Советского Союза, родился в Качаловке.
- Николаев Михаил Архипович (1917—1943) — Герой Советского Союза, похоронен на месте боя, в селе Качаловка[1].

## Религия
- Церковь Троицы Живоначальной[2].
- Церковь «Благая весть».